# 徐夔颺
徐夔颺（?—?），廣東省廣州府東莞縣人，清朝政治人物、進士出身。
光緒二十年（1894年），参加光緒甲午科殿試，登進士二甲89名。同年五月，著交吏部掣签分发各省，以知县即用。